# Rhododendron indicum
Rhododendron indicum är en ljungväxtart som först beskrevs av Carl von Linné och som fick sitt nu gällande namn av Robert Sweet.
Rhododendron indicum ingår i släktet rododendron och familjen ljungväxter. Inga underarter finns listade i Catalogue of Life.

## Bildgalleri

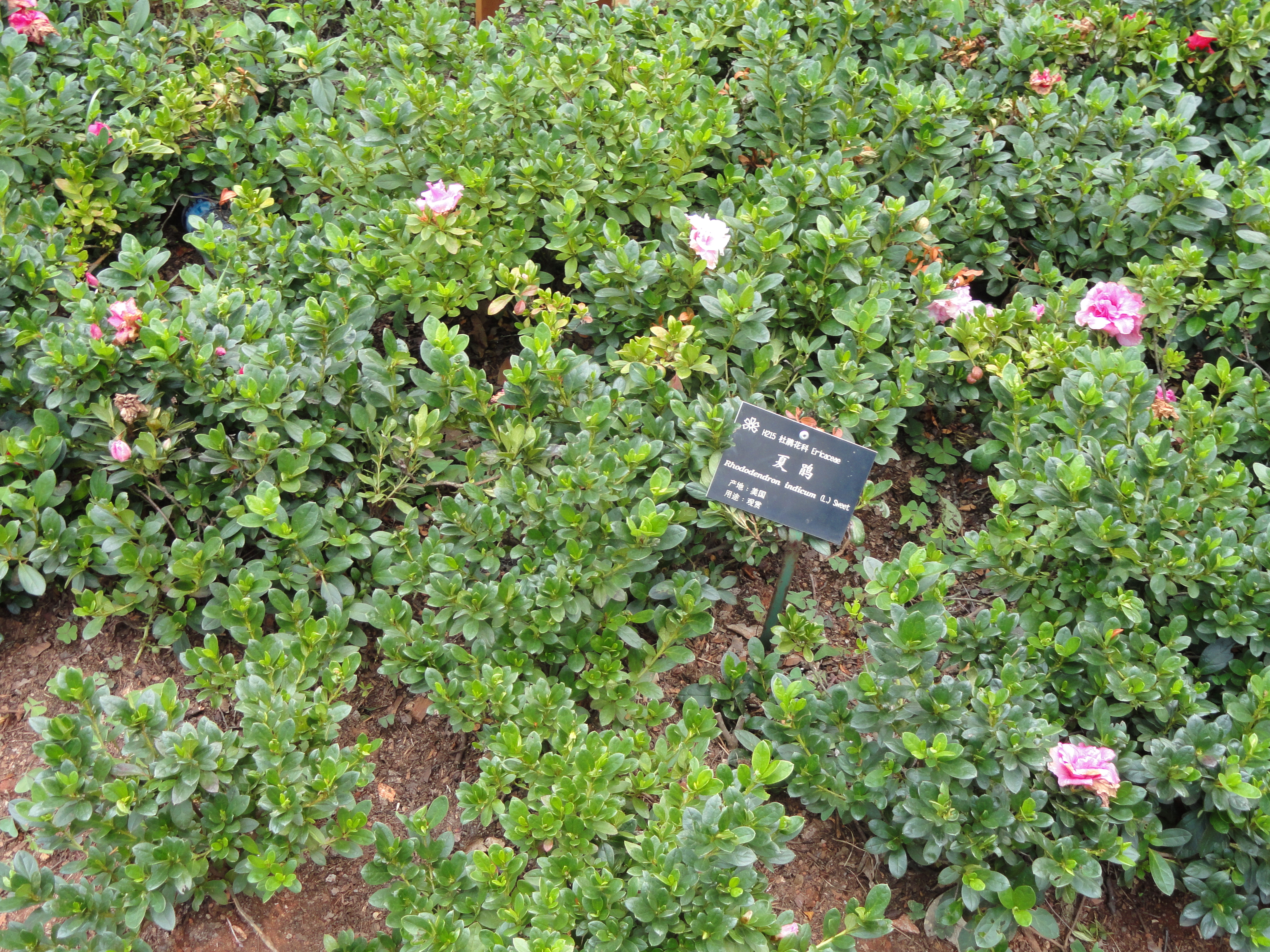
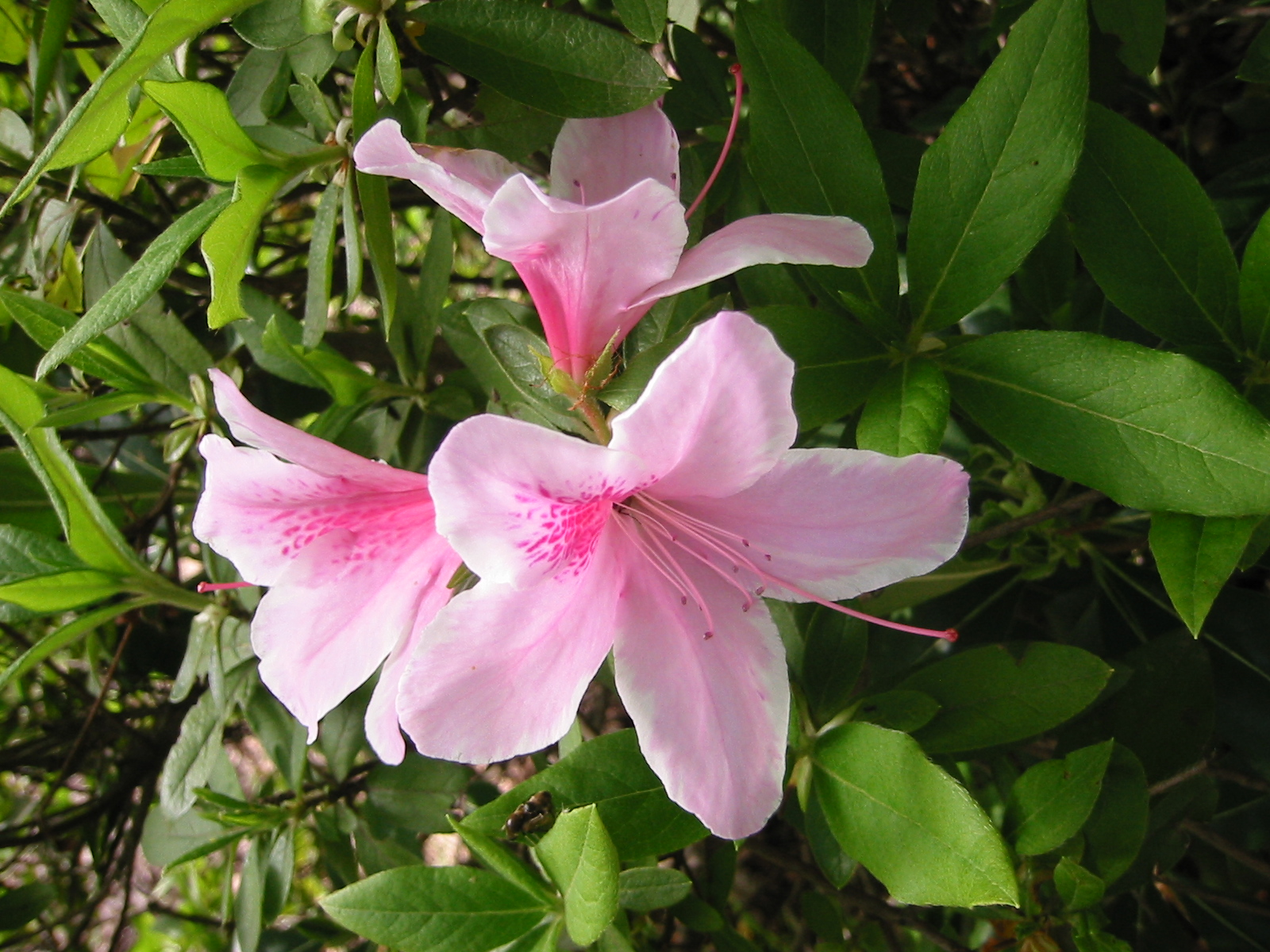
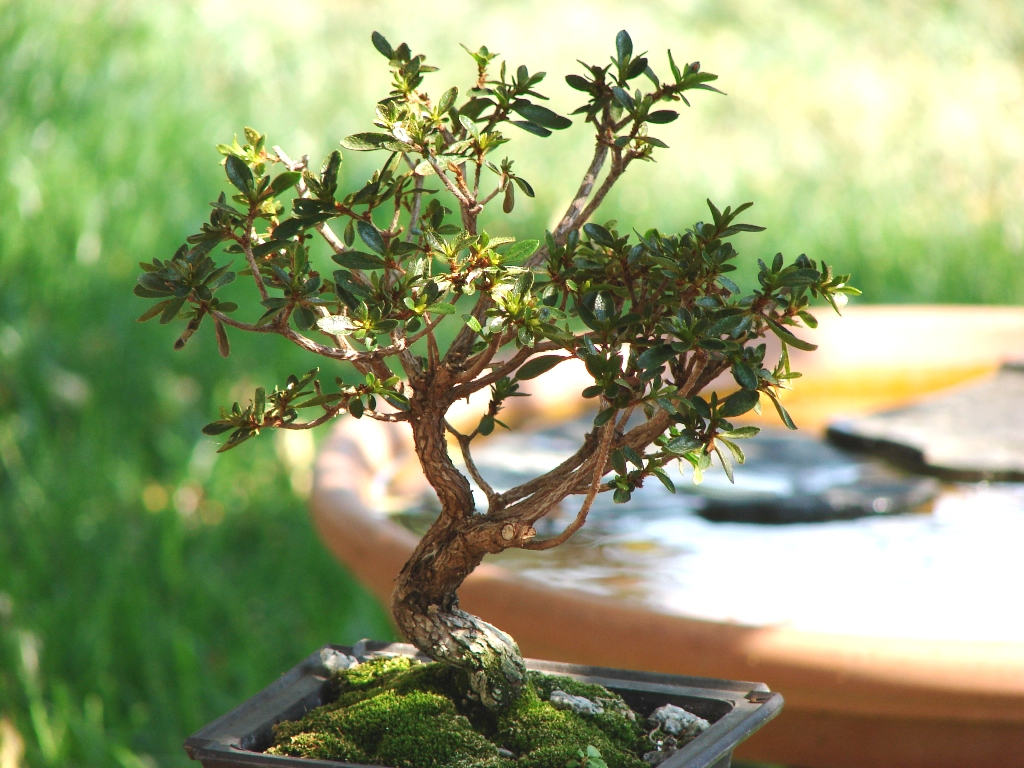
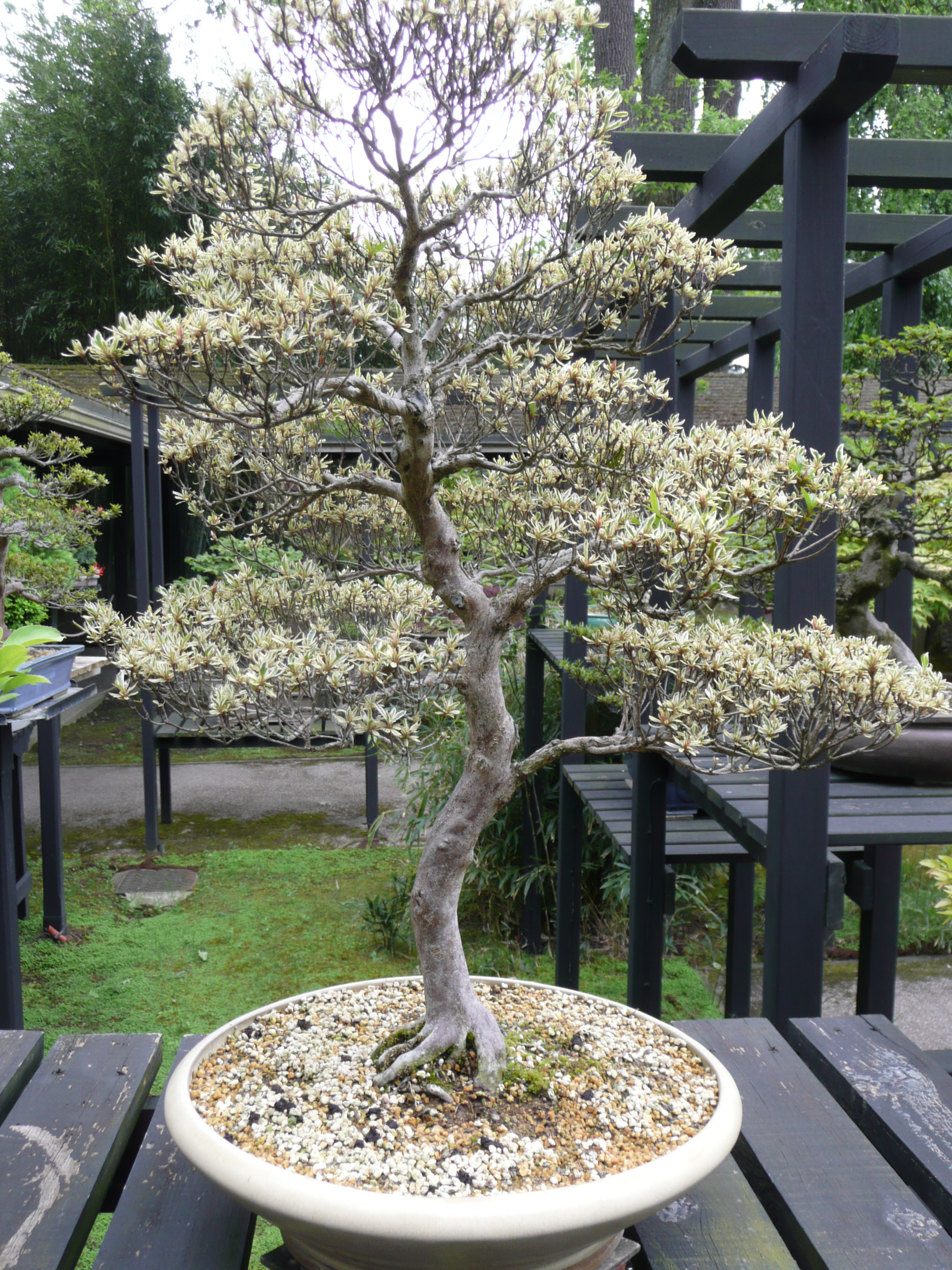
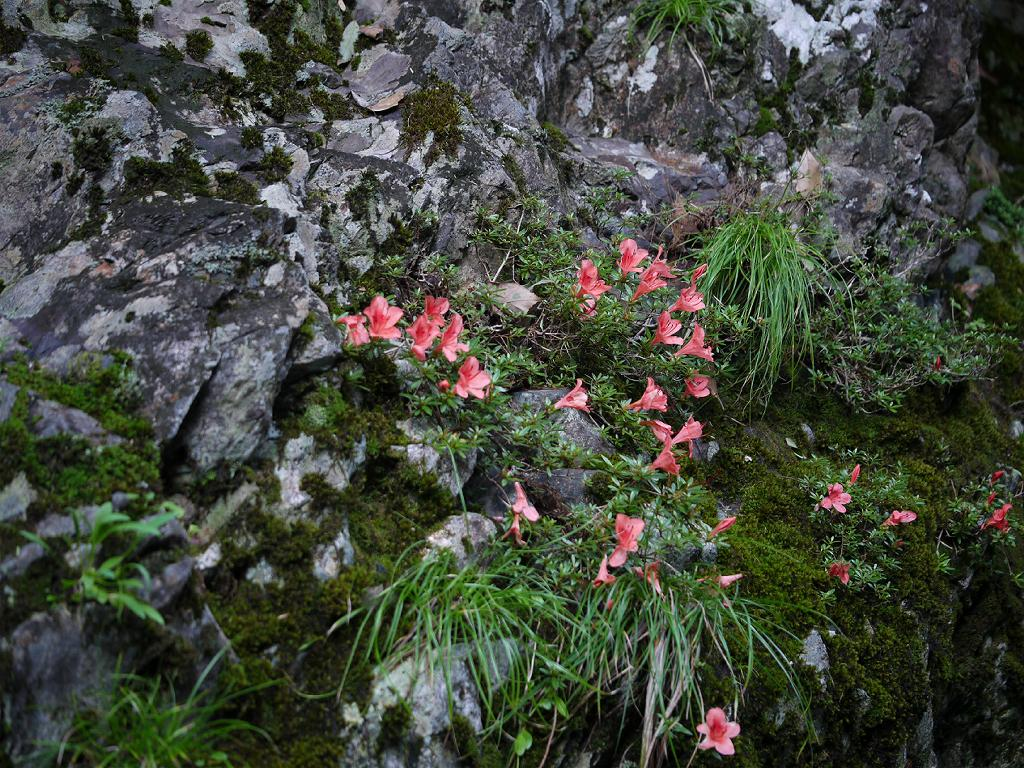
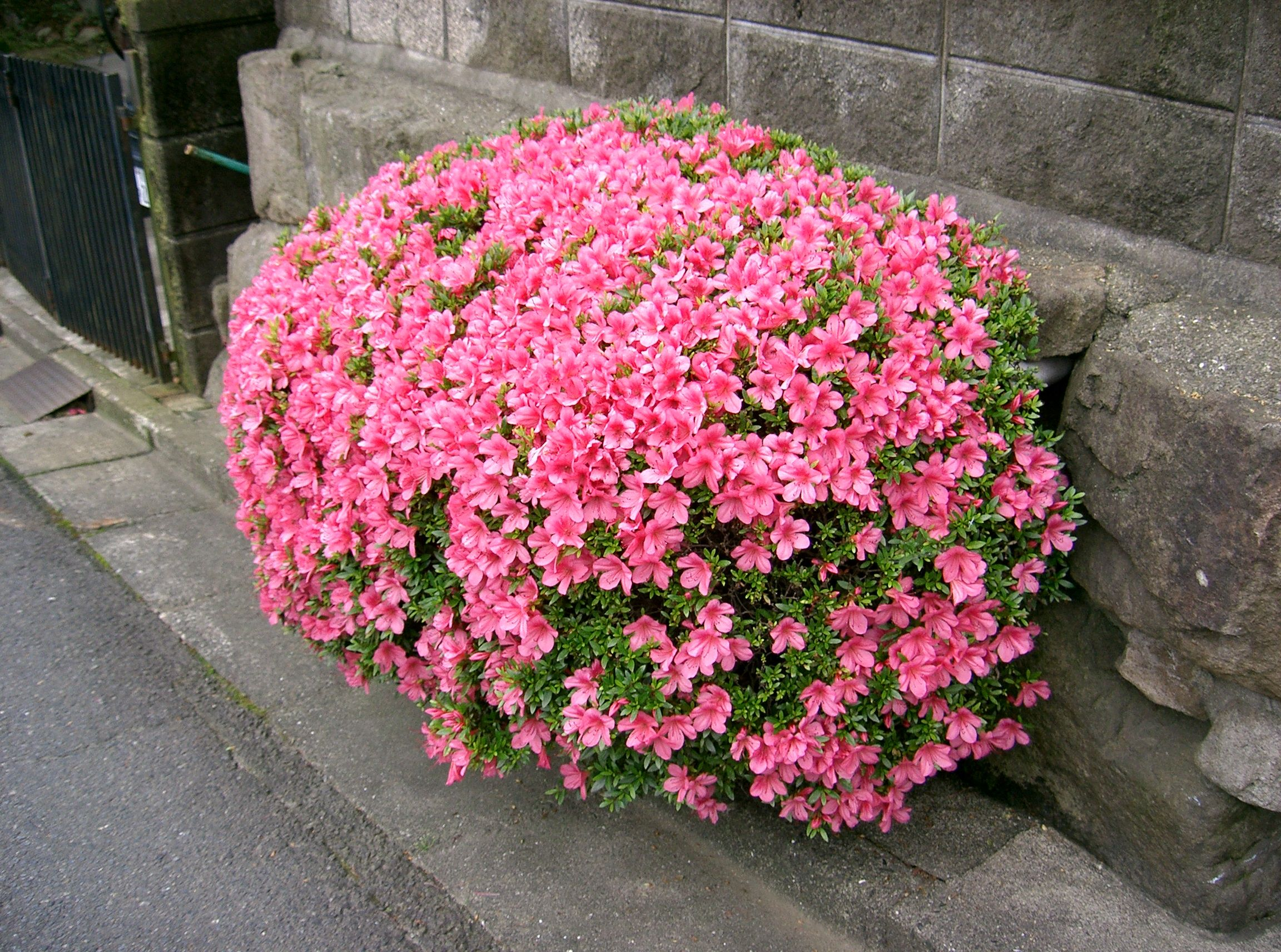